# Harvassalo
Harvassalo är en ö i Finland. Den ligger i sjön Näsijärvi och i kommunerna Ylöjärvi och Tammerfors i den ekonomiska regionen Tammerfors och landskapet Birkaland, i den södra delen av landet, 170 km norr om huvudstaden Helsingfors. Öns area är 6,8 hektar och dess största längd är 0,6 kilometer i öst-västlig riktning.